# 間野義之
間野 義之（まの よしゆき、1963年12月2日 - ）は、びわこ成蹊スポーツ大学の学長である。研究分野はスポーツ政策論。

## 来歴
横浜市出身。神奈川県立横浜緑ケ丘高等学校、横浜国立大学教育学部を卒業後、同大学院教育学研究科修士課程修了。1991年3月、東京大学大学院教育学研究科修士課程修了。
1991年4月、株式会社三菱総合研究所に入社。2002年3月、同社を退職。4月に早稲田大学人間科学部助教授。翌2003年4月、早稲田大学スポーツ科学部助教授。2009年4月、早稲田大学スポーツ科学学術院教授。2023年4月、びわこ成蹊スポーツ大学副学長。2024年6月、びわこ成蹊スポーツ大学学長。

## 役職
- 公益財団法人日本バスケットボール協会 理事（2015 － ）
- 一般社団法人日本アスリート会議 代表理事 (2011 - 2014) →副理事長 (2014 - )。2011年6月に自身で立ち上げた[2]。
- JSC日本スポーツ振興センター スポーツ振興助成WGメンバー (2006 - 2012)
- スポーツ庁 スポーツ未来開拓会議委員[3]（座長）。
- 東京オリンピック・パラリンピック競技大会組織委員会
  - 参与 (2014 - )
  - 街づくり・持続可能性委員会委員 (2015 - )
  - スポーツと会場エリアに関するDG座長 (2015 - )
- 三菱総合研究所 レガシー共創協議会会長 (2014 - )

ほか多数

## 著書
- 『奇跡の3年 2019・2020・2021 ゴールデン・スポーツイヤーズが地方を変える』 徳間書店、2015（執筆）
- 『オリンピック・レガシー: 2020年東京をこう変える!』 ポプラ社、2013（執筆）
- 『スポーツファシリティマネジメント』 原田宗彦編著、大修館書店、2011（分担執筆）
- 『公共スポーツ施設のマネジメント』 体育施設出版、2007（執筆）
- 『スポーツの経済学』 池田勝・守能信次編著、杏林書院、1999（分担執筆、執筆幹事）
- 『スポーツの統計学』 大澤編著、朝倉書店、2000（分担執筆）